# Wiktor Polaniczko
Wiktor Pietrowicz Polaniczko (ur. 9 marca 1937 w Rostowie nad Donem, zm. 1 sierpnia 1993) – polityk radziecki, następnie rosyjski.

## Życiorys
Działalność polityczną rozpoczął od członkostwa w Komsomole, zawodowo pracował fizycznie w fabryce maszyn. Od 1959 do 1964 kierował jako I sekretarz oddziałem Komsomołu w Orsku. W 1965 pracował krótko w Komitecie Centralnym organizacji w Moskwie, następnie przez sześć lat kierował jej strukturami w Czelabińsku. W 1972 przeszedł do komitetu miejskiego KPZR i został jego I sekretarzem. Od 1972 do 1978 działał na analogicznym stanowisku w rejonie orenburskim. Od 1978 do 1985 kierował w Komitecie Centralnym PZPR sekcją propagandy.
W 1985 został wydelegowany do Afganistanu i pracował przez trzy lata jako jeden z radzieckich doradców przy Ludowo-Demokratycznej Partii Afganistanu. W 1988 został skierowany do pracy w Azerbejdżańskiej Socjalistycznej Republice Radzieckiej jako zastępca I sekretarza Komunistycznej Partii Azerbejdżanu. Funkcję tę pełnił przez trzy lata. Od 1990 stał także na czele komitetu partyjnego zajmującego się sytuacją Górskiego Karabachu. Należał do grupy azerbejdżańskich komunistów opowiadających się za bardziej zdecydowaną polityką w sprawie roszczeń ormiańskich do Górskiego Karabachu. Przez Ormian był oskarżany o dążenie do zmiany proporcji w składzie narodowościowym ludności w Górskim Karabachu, by zmieniła się ona na korzyść Azerów.
W 1993 został wyznaczony na kierownika tymczasowej administracji wyznaczonych obszarów republik Osetii Północnej i Inguszetii, w randze zastępcy premiera Rosji. W tym samym roku zginął w zamachu. Pochowany na Cmentarzu Nowodziewiczym w Moskwie.